# شاحنة شبه مقطورة
شاحنةُ نصفِ مقطورةٍ أو شاحنة شبهِ مطقورة هي شاحنة مكونة من وحدة جر، وشبه مقطورة أو أكثر لنقل البضائع. تُربط شبه المقطورة بالجرار بنوع من الوصلات أو العقد يسمى العجلة الخامسة.